# Prosopocera ventralis
Prosopocera ventralis là một loài bọ cánh cứng trong họ Cerambycidae.